# Miguel Molina (kierowca wyścigowy)
Miguel Molina González (ur. 17 lutego 1989 w Gironie) – hiszpański kierowca wyścigowy.

## Kariera

### Początki
Molina karierę rozpoczął w wyścigach samochodowych w 2004 roku, od startów w Hiszpańskiej Formule Junior 1600. Z dorobkiem 52 punktów uplasował się na 6 miejscu w klasyfikacji generalnej. Rok później stanął już na starcie Europejskiego Pucharu Formuły Renault 2.0, gdzie był ostatecznie 28. Pierwsze zwycięstwo Hiszpan odniósł w 2006 roku w Hiszpańskiej Formule 3, gdzie był szósty w klasyfikacji kierowców.

### Formuła Renault 3.5
W 2006 roku Miguel rozpoczął starty w prestiżowej Formule Renault 3.5. W pierwszym sezonie startów zdobył zaledwie jeden punkt. Jednak już rok później jeżdżąc z hiszpańską ekipą Pons Racing dwukrotnie stawał na najwyższym stopniu podium. Dało mu to 66 punktów i 7 lokatę w klasyfikacji generalnej. W sezonie 2008 otarł się o podium klasyfikacji końcowej - był czwarty. Stało się tak dzięki 2 zwycięstwom, czterem podiom i wysokim lokatom w pozostałych wyścigach. Rok później wystartował w 13 wyścigach. Trzy miejsca na podium pozwoliły mu zająć ósmą lokatę w klasyfikacji kierowców.

### DTM

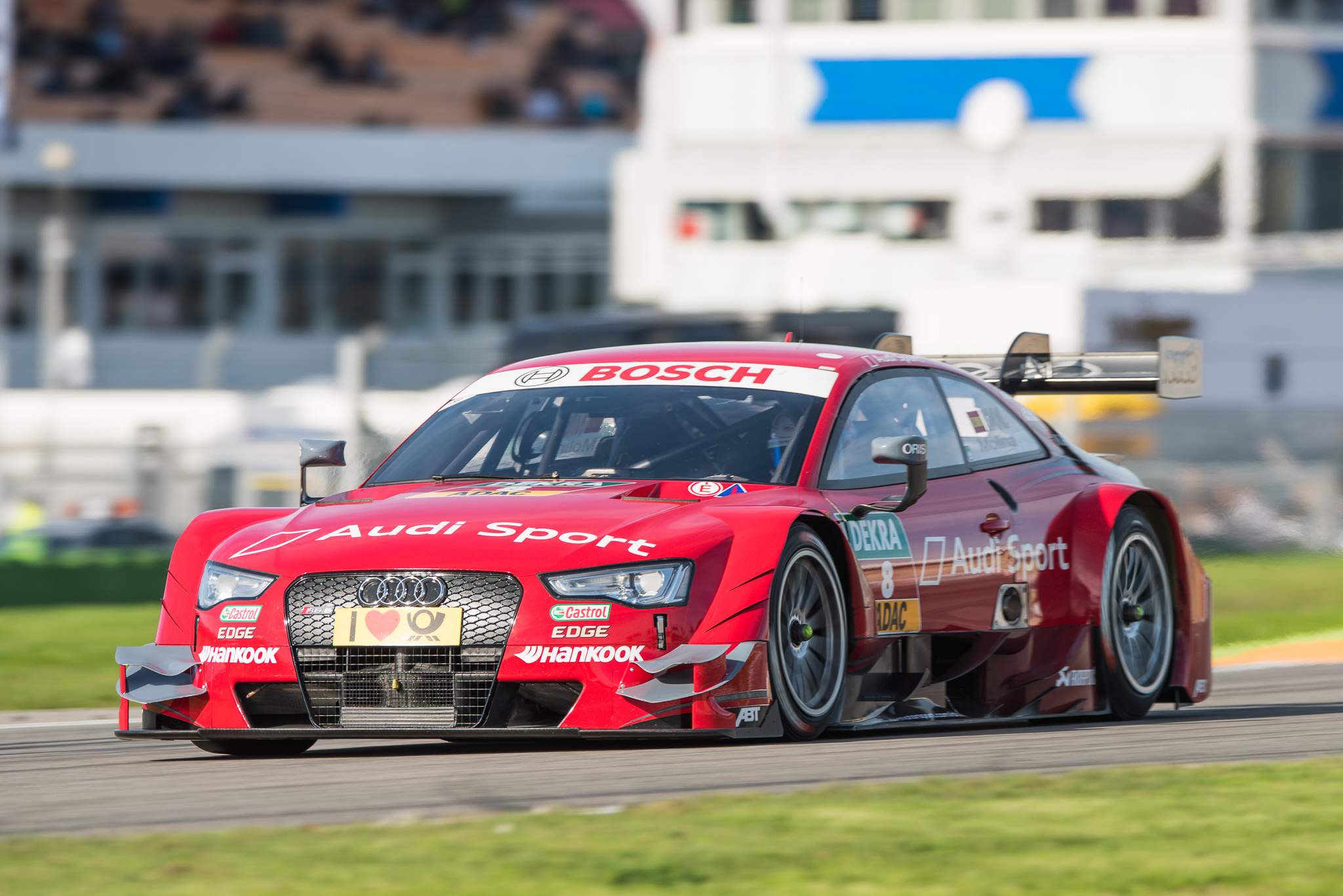
Miguel Molina, DTM 2014 - Hockenheimring

Od 2010 roku Hiszpan startuje w niemieckiej serii samochodów turystycznych Deutsche Tourenwagen Masters. W ciągu trzech lat startów najlepiej spisał się właśnie w debiutanckim sezonie - był wtedy 10 w klasyfikacji generalnej. Rok później było nieco gorzej - 1 miejsce. Jednak wówczas zanotował jak dotąd swoje jedyne podium w startach w serii. Sezon 2012 dał mu 18 lokatę w klasyfikacji kierowców. Na 2013 rok przeniósł się do ekipy Audi Sport Team Phoenix. Uzbierał łącznie dziewiętnaście punktów. Dało mu to siedemnastą pozycję w końcowej klasyfikacji kierowców. W 2014 podczas wyścigu na Hungaroringu stanął na drugim stopniu podium. Z dorobkiem 30 punktów uplasował się na siedemnastym miejscu w końcowej klasyfikacji kierowców.

## Statystyki
| Sezon | Seria                                 | Zespół                  | Wyścigi | Zwycięstwa | PP | NO | Podium | Punkty | Pozycja |
| ----- | ------------------------------------- | ----------------------- | ------- | ---------- | -- | -- | ------ | ------ | ------- |
| 2004  | Hiszpańska Formuła Junior 1600        |                         |         |            |    |    |        | 52     | 6       |
| 2005  | Europejski Puchar Formuły Renault 2.0 | Pons Racing             | 16      | 0          | 0  | 0  | 0      | 3      | 28      |
| 2006  | Hiszpańska Formuła 3                  | Racing Engineering      | 15      | 1          | 0  | 0  | 6      | 73     | 6       |
| 2006  | Formuła Renault 3.5                   | GD Racing               | 6       | 0          | 0  | 0  | 0      | 1      | 32      |
| 2007  | Formuła Renault 3.5                   | Pons Racing             | 16      | 2          | 0  | 1  | 4      | 66     | 7       |
| 2008  | Formuła Renault 3.5                   | Prema Powerteam         | 17      | 2          | 1  | 0  | 4      | 79     | 4       |
| 2009  | Formuła Renault 3.5                   | Ultimate Motorsport     | 13      | 0          | 0  | 2  | 3      | 64     | 8       |
| 2009  | Superleague Formula                   | Al Ain                  | 2       | 0          | 0  | 0  | 0      | 135    | 19      |
| 2010  | DTM                                   | Abt Sportsline          | 11      | 0          | 0  | 1  | 0      | 15     | 10      |
| 2011  | DTM                                   | Abt Sportsline          | 10      | 0          | 2  | 0  | 1      | 11     | 11      |
| 2012  | DTM                                   | Phoenix Racing          | 10      | 0          | 0  | 0  | 0      | 8      | 18      |
| 2013  | DTM                                   | Audi Sport Team Phoenix | 10      | 0          | 0  | 0  | 0      | 19     | 17      |
| 2014  | DTM                                   | Abt Sportsline          | 10      | 0          | 1  | 2  | 1      | 30     | 17      |

## Wyniki w Formule Renault 3.5
| Legenda oznaczeń w tabelach wyników Wyświetl szablon na nowej stronie | Legenda oznaczeń w tabelach wyników Wyświetl szablon na nowej stronie                                                                     |
| Oznaczenie                                                            | Wyjaśnienie |
| --------------------------------------------------------------------- | --- |
| Złoty                                                                 | Zwycięzca lub mistrzostwo |
| Srebrny                                                               | 2. miejsce lub wicemistrzostwo |
| Brązowy                                                               | 3. miejsce lub II wicemistrzostwo |
| Zielony                                                               | Ukończył, punktował (w klasyfikacji generalnej, gdy zdobył co najmniej jeden punkt na przestrzeni sezonu, poza trzema powyższymi opcjami) |
| Niebieski                                                             | Ukończył, nie punktował (w klasyfikacji generalnej, gdy nie zdobył co najmniej jednego punktu na przestrzeni sezonu)                      |
| Czerwony                                                              | Nie zakwalifikował się (NZ) |
| Czerwony                                                              | Nie prekwalifikował się (NPK) |
| Różowy                                                                | Nie ukończył (NU) |
| Różowy                                                                | Niesklasyfikowany (NS) (w klasyfikacji generalnej, gdy nie został sklasyfikowany w żadnym wyścigu sezonu)                                 |
| Czarny                                                                | Zdyskwalifikowany (DK) |
| Czarny                                                                | Wykluczony (WYK/EX) |
| Biały                                                                 | Nie wystartował (NW) |
| Biały                                                                 | Kontuzjowany (K/INJ) |
| Biały                                                                 | Wyścig odwołany (OD/C) |
| Bez koloru                                                            | Został wycofany (WYC/WD) |
| Bez koloru                                                            | Nie przybył (NP/DNA) |
| Bez koloru                                                            | Nie brał udziału w treningach (NT/DNP) |
| Bez koloru                                                            | Nie został zgłoszony (–) |
| Pogrubienie                                                           | Start z pole position |
| Kursywa                                                               | Najszybsze okrążenie wyścigu |
| †                                                                     | Nie ukończył, ale jego rezultat został zaliczony ze względu na przejechanie więcej niż 90% dystansu wyścigu.                              |
| *                                                                     | Sezon w trakcie |
| 1/2/3                                                                 | Punktowana pozycja w sprincie kwalifikacyjnym                                                                                             |
| Lista systemów punktacji Formuły 1                                    | |

| Rok  | Zespół              | Wyniki w poszczególnych eliminacjach | Wyniki w poszczególnych eliminacjach | Wyniki w poszczególnych eliminacjach | Wyniki w poszczególnych eliminacjach | Wyniki w poszczególnych eliminacjach | Wyniki w poszczególnych eliminacjach | Wyniki w poszczególnych eliminacjach | Wyniki w poszczególnych eliminacjach | Wyniki w poszczególnych eliminacjach | Wyniki w poszczególnych eliminacjach | Wyniki w poszczególnych eliminacjach | Wyniki w poszczególnych eliminacjach | Wyniki w poszczególnych eliminacjach | Wyniki w poszczególnych eliminacjach | Wyniki w poszczególnych eliminacjach | Wyniki w poszczególnych eliminacjach | Wyniki w poszczególnych eliminacjach | Punkty | Pozycja |
| ---- | ------------------- | ------------------------------------ | ------------------------------------ | ------------------------------------ | ------------------------------------ | ------------------------------------ | ------------------------------------ | ------------------------------------ | ------------------------------------ | ------------------------------------ | ------------------------------------ | ------------------------------------ | ------------------------------------ | ------------------------------------ | ------------------------------------ | ------------------------------------ | ------------------------------------ | ------------------------------------ | ------ | ------- |
| 2006 | GD Racing           | ZOL                                  | ZOL                                  | MON                                  | TUR                                  | TUR                                  | ITA                                  | ITA                                  | SFR                                  | SFR                                  | DEU                                  | DEU                                  | GBR                                  | GBR                                  | FRA                                  | FRA                                  | ESP                                  | ESP                                  | 1      | 32      |
| 2006 | GD Racing           | -                                    | -                                    | -                                    | -                                    | -                                    | -                                    | -                                    | -                                    | -                                    | -                                    | -                                    | 18                                   | 22                                   | 13                                   | 15                                   | 11                                   | 10                                   | 1      | 32      |
| 2007 | Pons Racing         | ITA                                  | ITA                                  | DEU                                  | DEU                                  | MON                                  | HUN                                  | HUN                                  | BEL                                  | BEL                                  | GBR                                  | GBR                                  | FRA                                  | FRA                                  | PRT                                  | PRT                                  | ESP                                  | ESP                                  | 66     | 7       |
| 2007 | Pons Racing         | 8                                    | NU                                   | 10                                   | 3                                    | 13                                   | 20                                   | 15                                   | NW                                   | 11                                   | 12                                   | 11                                   | 8                                    | 2                                    | 1                                    | NU                                   | 1                                    | 15                                   | 66     | 7       |
| 2008 | Prema Powerteam     | ITA                                  | ITA                                  | BEL                                  | BEL                                  | MON                                  | GBR                                  | GBR                                  | HUN                                  | HUN                                  | DEU                                  | DEU                                  | FRA                                  | FRA                                  | PRT                                  | PRT                                  | ESP                                  | ESP                                  | 79     | 4       |
| 2008 | Prema Powerteam     | NU                                   | NU                                   | 9                                    | 6                                    | 9                                    | 23                                   | NU                                   | NU                                   | 3                                    | NU                                   | 1                                    | 2                                    | 5                                    | 7                                    | 1                                    | NU                                   | 7                                    | 79     | 4       |
| 2009 | Ultimate Motorsport | CAT                                  | CAT                                  | BEL                                  | BEL                                  | MON                                  | HUN                                  | HUN                                  | GBR                                  | GBR                                  | FRA                                  | FRA                                  | PRT                                  | PRT                                  | DEU                                  | DEU                                  | ARA                                  | ARA                                  | 64     | 8       |
| 2009 | Ultimate Motorsport | 9                                    | 14                                   | 3                                    | 3                                    | 4                                    | 7                                    | NU                                   | 9                                    | NU                                   | 9                                    | 2                                    | 7                                    | 4                                    | -                                    | -                                    | -                                    | -                                    | 64     | 8       |